# مانويل باوم
مانويل باوم (بالألمانية: Manuel Baum)‏ (30 أغسطس 1979 بلاندسهوت في ألمانيا - ) هو مدرب كرة قدم ولاعب كرة قدم ألماني في مركز حراسة المرمى. لعب مع نادي آوغسبورغ وFC Unterföhring ‏ وFC Ismaning ‏.

## روابط خارجية
- مانويل باوم على موقع قاعدة بيانات كرة القدم.إي يو (الإنجليزية)
- مانويل باوم على موقع بيانات كرة القدم. دي إي (الألمانية)